# Canthon enkerlini
Canthon enkerlini är en skalbaggsart som beskrevs av Martinez, Halffter och Halffter 1964. Canthon enkerlini ingår i släktet Canthon och familjen bladhorningar. Inga underarter finns listade.